# Piezophyllus lavaudeni
Piezophyllus (Piezophyllus) lavaudeni – gatunek chrząszcza z rodziny sprężykowatych i podrodziny Tetralobinae.

## Występowanie
Gatunek jest endemitem Madagaskaru.